# COVAX
COVID-19 Vaccines Global Access, förkortat COVAX, är ett världsomspännande initiativ som syftar till rättvis tillgång till COVID-19-vacciner och som leds av Gavi, Vaccine Alliance (tidigare Global Alliance for Vaccines and Immunization, GAVI), Coalition for Epidemic Preparedness Innovations (CEPI) och Världshälsoorganisationen (WHO). Det är en av de tre pelarna i Access to COVID-19 Tools Accelerator, ett initiativ som inleddes i april 2020 av WHO, Europeiska kommissionen och Frankrikes regering som ett svar på COVID-19-pandemin. COVAX samordnar internationella resurser för att ge låg- och medelinkomstländer rättvis tillgång till COVID-19-tester, behandlingar och vacciner. Den 15 juli 2020 hade 165 länder - som representerar 60 % av den mänskliga befolkningen - anslutit sig till COVAX. Den 11 april 2021 hade COVAX dock inte nått sitt mål, utan hade levererat 38,5 miljoner doser trots ett mål på 100 miljoner doser i slutet av mars.

## Vaccinkandidater
Sedan den 9 maj 2021 har WHO godkänt vacciner från Pfizer-BioNTech, Moderna, Sinopharm BBIBP-CorV, Oxford-AstraZeneca och Johnson & Johnson för användning i nödsituationer. Dessa vacciner kan distribueras som en del av COVAX.
Många av de länder som kommer att dra nytta av COVAX har "begränsad regleringskapacitet" och är beroende av WHO:s godkännanden. I början av 2021 granskade WHO 11 potentiella COVID-19-vacciner för sin lista för användning i nödsituationer (Emergency Use Listing, EUL). Det första vaccin som WHO godkände för sin EUL den 31 december 2020 var Pfizer-BioNTech COVID-19-vaccinet - ett RNA-vaccin som utvecklats av BioNTech i samarbete med det amerikanska företaget Pfizer och som säljs under varumärket Comirnaty.
WHO uppgav i ett pressmeddelande den 24 augusti 2020 att COVAX hade nio CEPI-stödda vaccinkandidater och nio kandidater som var under prövning, vilket ger det största urvalet av COVID-19-vaccinationer i världen. I december 2020 hade COVAX slutfört förhandlingar med andra tillverkare som gav COVAX tillgång till två miljarder vaccindoser.